# Helpensteiner Mühle
Die Helpensteiner Mühle war eine Wassermühle mit einem wahrscheinlich unterschlächtigen Wasserrad.

## Geographie
Die Helpensteiner Mühle hatte ihren Standort an der heutigen Helpensteinstraße zwischen den Ortsteilen Arsbeck, Wildenrath und Dalheim-Rödgen in der Mittelstadt Wegberg im Kreis Heinsberg. Der Mühle vorgelagert war ein Mühlenweiher, der sogenannte Helpensteins Weiher. Das Gelände hat heute eine Höhe von 73 m ü. NN. Der Helpensteins Weiher wurde gespeist vom Helpensteiner Bach.

## Gewässer
Der Rothenbach hat seinen Ursprung im Helpensteiner Bach, der in der Nähe des Siemens-Prüfcenters an der Friedrich-List-Allee seine Quelle hat. Die Quellhöhe liegt bei 84 ü.NN. Der Helpensteiner Bach durchfloss früher den Helpensteins Weiher und heute den Rödgener Burgweiher, auch Rakyweiher genannt, und versorgte bis 1899 die Dalheimer Mühle über ein oberschlächtiges Mühlrad mit Wasser. Der weitere Bachverlauf führt durch waldreiches Gebiet bis hin zur Dalheimer Mühle, wo der Helpensteiner Bach den vorgelagerten Mühlenteich durchfließt und hinter der Mühle als Rothenbach auf einer Strecke von 5,5 km den Grenzverlauf zwischen den Niederlanden und Deutschland bildet. Auf seinem Weg wird die Gitstapper Mühle mit Wasser versorgt, bevor der Rothenbach bei Vlodrop auf niederländischem Gebiet als „Rode Beek“ in die Rur fließt. Die Mündungshöhe liegt bei 28 m ü. NN.

## Geschichte
Im 14./15. Jahrhundert besaßen die Herren der Herrlichkeit Arsbeck in der Nähe der Arsbecker Burg am sogenannten Helpensteins Weiher die Helpensteiner Mühle. Der Mühlenweiher wurde mit dem Wasser vom Helpensteiner Bach gespeist. Bei einem Gewitter im Jahre 1547 brannte die Helpensteiner Mühle ab. 1576 wird sie als Zwangsmühle neu aufgebaut. Ab 1666 gibt es eine Burgmühle ohne Mühlenbann. Der Müller Veit Ceupers aus Wegberg darf in Arsbeck sein Mahlgut abholen. Durch den Einfluss des Dalheimer Klosters wird ein Antrag auf Errichtung einer neuen Mühle im Jahre 1780 abgelehnt, um keine Konkurrenz zu haben. Erst nach der Aufhebung des Klosters 1802 wird die neue Rödgener Mühle am Rödgener Burgweiher genehmigt.